# 800 mètres féminin aux Jeux olympiques d'été de 1988 (athlétisme)
Pour un article plus général, voir Athlétisme aux Jeux olympiques d'été de 1988.
Navigation
Los Angeles 1984 Barcelone 1992
L'épreuve du 800 mètres féminin aux Jeux olympiques de 1988 s'est déroulée du 24 au 26 septembre 1988 au Stade olympique de Séoul, en Corée du Sud. Elle est remportée par l'Est-allemande Sigrun Wodars.

## Résultats

### Finale
| Rang               | Athlète             | Pays               | Temps         |
| ------------------ | ------------------- | ------------------ | ------------- |
| Médaille d'or      | Sigrun Wodars       | Allemagne de l'Est | 1 min 56 s 10 |
| Médaille d'argent  | Christine Wachtel   | Allemagne de l'Est | 1 min 56 s 64 |
| Médaille de bronze | Kim Gallagher       | États-Unis         | 1 min 56 s 91 |
| 4                  | Slobodanka Colovic  | Yougoslavie        | 1 min 57 s 50 |
| 5                  | Delisa Walton-Floyd | États-Unis         | 1 min 57 s 80 |
| 6                  | Inna Yevseyeva      | Union soviétique   | 1 min 59 s 37 |
| 7                  | Maite Zúñiga        | Espagne            | 1 min 59 s 82 |
| 8                  | Diane Edwards       | Grande-Bretagne    | 2 min 00 s 77 |

## Légende
Records et Performances
- AR : Record continental (area record)
- CR : Record des championnats (championship record)
- MR : Record du meeting (meet record)
- NR : Record national (national record)
- OR : Record olympique (olympic record)
- PR : Record paralympique (paralympic record)
- PB : Record personnel (personal best)
- SB : Meilleure performance personnelle de la saison (season's best)
- WL : Meilleure performance mondiale de l'année (world leader)
- WJR : Record du monde junior (world junior record)
- WR : Record du monde (world record)

Circonstances et Conditions
- DNF : N'a pas terminé (did not finish)
- DNS : N'a pas pris le départ (did not start)
- DQ : Disqualification (disqualification)
- NM : Aucun essai valable enregistré (No Mark)
- Q : Qualifié « directement » au prochain tour (ou à la prochaine compétition), lors d'une compétition majeure, grâce au classement ou à la réalisation des minima (automatic qualifier)
- q : Qualifié au prochain tour (ou à la prochaine compétition), lors d'une compétition majeure, grâce au repêchage ou à la réalisation de l'une des meilleures performances parmi celles des « non qualifiés directement » (grâce au meilleur temps ou à la meilleure distance par exemple) (secondary qualifier)